# Velika loža Japonske
Velika loža Japonske je prostozidarska velika loža na Japonskem, ki je bila ustanovljena 1. junija 1957.
Združuje 22 lož, ki imajo skupaj 2.508 članov.